# Brad Falchuk
Brad Falchuk (Newton, 1 maart 1971) is een Amerikaans scenarioschrijver, acteur en televisieproducent. Hij bedacht samen met Ryan Murphy de televisieserie Nip/Tuck, en bedacht met Murphy en Ian Brennan de Amerikaanse televisieserie Glee.
Falchuk werd samen met Murphy en Brennan genomineerd voor 2 Writers Guild of America Awards. Sinds 2018 is hij getrouwd met Gwyneth Paltrow.

## Filmografie
- Bibsys: 10069043
- Biblioteca Nacional de España: XX5033965
- Bibliothèque nationale de France: cb16515314s (data)
- Catàleg d'autoritats de noms i títols de Catalunya: 981058520578006706
- Gemeinsame Normdatei: 1038326869
- International Standard Name Identifier: 0000 0001 2036 0247
- Library of Congress Control Number: no2010003959
- MusicBrainz: abc7b50f-3e8d-439d-852a-2d1c1e98ecfe
- Bibliotheek van het Japanse parlement: 001144891
- Nationale Bibliotheek van Tsjechië: xx0138807
- Nationale Bibliotheek van Israël: 987007297041705171
- Nederlandse Thesaurus van Auteursnamen: 32845057X
- Réseau des bibliothèques de Suisse occidentale: 02-A024005381
- Système universitaire de documentation: 182053881
- Virtual International Authority File: 166533714
- WorldCat: E39PBJkD7MYDhHtcjTDqT3hvHC